# Regnów (gmina)
Regnów – gmina wiejska w województwie łódzkim, w powiecie rawskim. W latach 1975–1998 gmina położona była w województwie skierniewickim.
Siedzibą gminy jest Regnów.
Według danych z 30 czerwca 2004 gminę zamieszkiwały 1872 osoby.
Jest to najmniejsza pod względem ludności gmina województwa łódzkiego.

## Historia
Za Królestwa Polskiego gmina Regnów należała do powiatu rawskiego w guberni piotrkowskiej.
W okresie międzywojennym gmina Regnów  należała do powiatu rawskiego w woj. warszawskim. 1 lipca 1924 od gminy Regnów odłączono wieś Aleksandrówka wraz z miejscowością Kółko Mniejsze oraz kolonię Zamkowa Wola, które włączono do miasta Rawa Mazowiecka. 1 kwietnia 1939 roku gminę wraz z całym powiatem rawskim przeniesiono do woj. łódzkiego.
Po wojnie gmina zachowała przynależność administracyjną. Według stanu z dnia 1 lipca 1952 roku gmina składała się z 33 gromad. Jednostka została zniesiona 29 września 1954 roku wraz z reformą wprowadzającą gromady w miejsce gmin.
Po reaktywowaniu gmin z dniem 1 stycznia 1973 roku gminy Regnów nie przywrócono, a jej dawny obszar wszedł głównie w skład gminy Cielądz. Dopiero 30 grudnia 1994 gminę Regnów reaktywowano przez wydzielenie z gminy Cielądz.

## Struktura powierzchni
Według danych z roku 2002 gmina Regnów ma obszar 45,58 km², w tym:
- użytki rolne: 90%
- użytki leśne: 5%

Gmina stanowi 7,05% powierzchni powiatu.

## Demografia

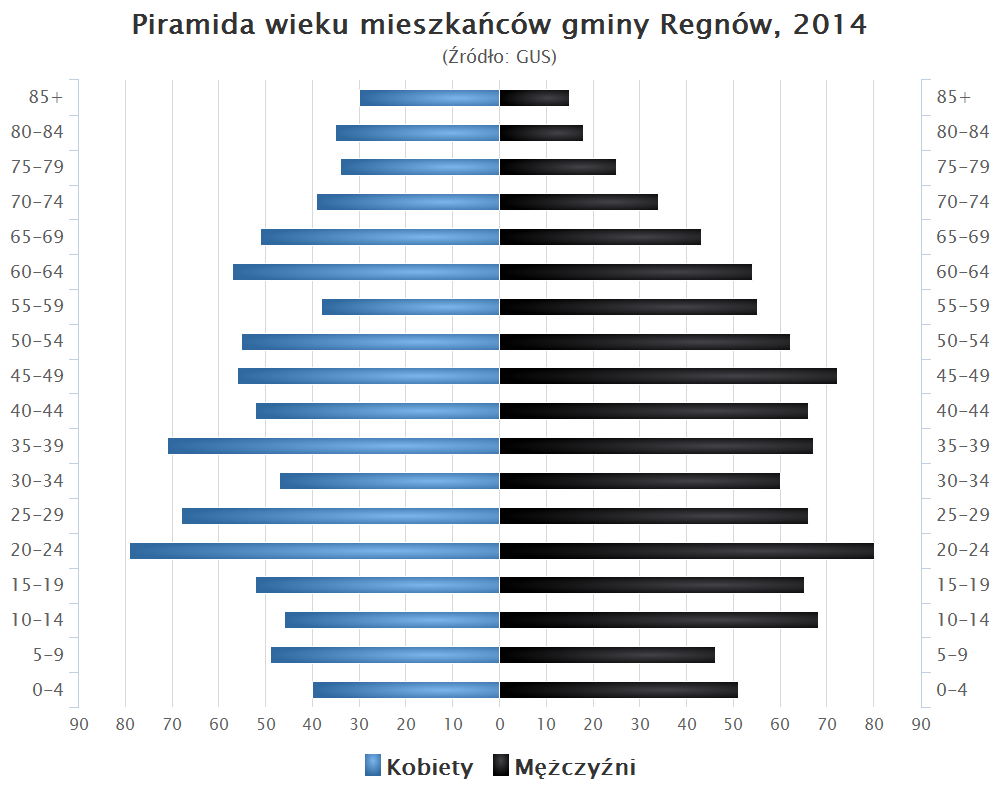
Piramida wieku mieszkańców gminy Regnów w 2014 roku

Dane z 30 czerwca 2004:
| Opis                              | Ogółem | Ogółem | Kobiety | Kobiety | Mężczyźni | Mężczyźni |
| --------------------------------- | ------ | ------ | ------- | ------- | --------- | --------- |
| jednostka                         | osób   | %      | osób    | %       | osób      | %         |
| populacja                         | 1872   | 100    | 920     | 49,1    | 952       | 50,9      |
| gęstość zaludnienia (mieszk./km²) | 41,1   | 41,1   | 20,2    | 20,2    | 20,9      | 20,9      |

## Sołectwa
Annosław, Kazimierzów, Nowy Regnów, Podskarbice Królewskie, Podskarbice Szlacheckie, Regnów, Rylsk, Rylsk Duży, Rylsk Mały, Sławków, Sowidół, Wólka Strońska.

## Sąsiednie gminy
Biała Rawska, Cielądz, Rawa Mazowiecka, Sadkowice